# 트레니어리테터릴
트레니어리테터릴(Taterillus tranieri)은 쥐과에 속하는 저빌의 일종이다. 말리와 모리타니에서 발견된다. 자연 서식지는 건조 사바나 지대와 아열대 또는 열대 기후 지역의 건조 관목 지대와 농경지 지역이다.